# Mitsubishi Aircraft Corporation

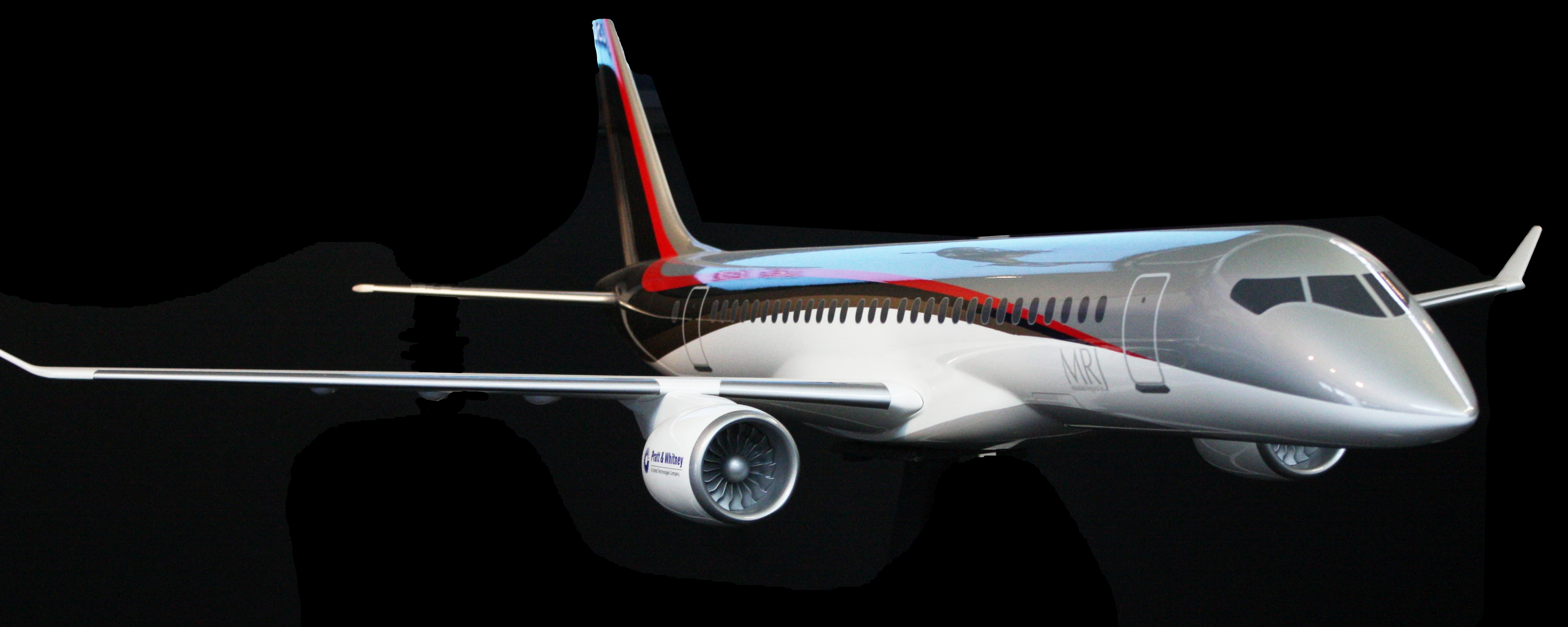
De Mitsubishi Regional Jet, een ontwikkeling van Mitsubishi Aircraft Corporation

Mitsubishi Aircraft Corporation (Mitsubishi Kōkūki) is een Japans bedrijf dat vliegtuigen bouwt. 
Het bedrijf is opgezet op 1 april 2008. De eerste ontwikkeling van het bedrijf was de productie in 2015 van de Mitsubishi Regional Jet. Dit is een tweemotorig, regionaal vliegtuig met 70 tot 90 passagiers dat ontwikkeld wordt door de Mitsubishi Aircraft Corporation. De eerste vlucht was gepland op 29 mei 2015.